# Ciudad Serdán
Ciudad Serdán is een stad in de Mexicaanse deelstaat Puebla. Ciudad Serdán heeft 22.147 inwoners (2005) en is de hoofdplaats van de gemeente Chalchicomula de Sesma.
De stad is gesticht in 1560 als San Andrés Chalchicomula op de plaats van een indiaanse nederzetting. De stad is later hernoemd naar de revolutionair Aquiles Serdán. Gustavo Díaz Ordaz, president van Mexico van 1964 tot 1970, was geboren in Ciudad Serdán.

## Geboren
- Gustavo Díaz Ordaz (1911-1979), president van Mexico